# Roberto Rocca
Roberto Rocca (Milán, Italia, febrero de 1922 - íd, 10 de junio de 2003) fue un empresario y filántropo italiano nacionalizado argentino, presidente de Techint.

## Biografía

### Primeros años
Roberto Rocca nació en Milán en 1922 como el hijo mayor de Agostino Rocca y Maria Queirazza. Estudió y se graduó en ingeniería mecánica en el Politecnico di Milano (1945) luego de haber participado un año en la Segunda Guerra Mundial como oficial de máquinas en un submarino de la Marina italiana. Siete meses después, la familia Rocca se trasladó a Buenos Aires, Argentina.

### Fundación de Techint
El nuevo establecimiento de su padre, Techint, prosperó durante el gobierno del presidente Juan Domingo Perón y Rocca continuó sus estudios en el Massachusetts Institute of Technology, donde obtuvo en 1950 el doctorado (PhD) en Metalurgia. Fue nombrado jefe de la oficina técnica de Techint en 1959 y supervisó la expansión de la compañía en la industria del acero. Se convirtió en director general a finales de 1969 y consejero delegado tras el retiro de su padre en 1975.

### Sucesor de su padre
En 1978 su padre murió y Rocca lo sucedió en la dirección de Techint, convertido ya en una organización de 15 mil empleados con dos plantas siderúrgicas en Argentina (la productora de tubos de acero sin costura Siderca y la productora de laminados planos de acero Propulsora Siderúrgica) y una actividad internacional de ingeniería y construcciones, presente fundamentalmente en América Latina.

### Años de 1980
En la década de 1980, ante problemas económicos de Argentina, Rocca impulsó un gran crecimiento de la actividad industrial de Techint en el extranjero con inversiones en las plantas. Techint se consolidó en esa época en la construcción de infraestructura para la industria energética a través de ductos, refinerías y centrales eléctricas. Las actividades de ingeniería y construcción se desarrollaron vigorosamente a tal punto que animaron al Grupo Techint a ingresar en otras áreas como el petróleo, con la creación de Tecpetrol en 1981, y los servicios, con la fundación de Techtel.

### Años de 1990
En los años de 1990, el éxito de Siderca demostró que es posible construir desde la Argentina un modelo industrial capaz de competir en escala mundial. Con la incorporación de Tamsa de México y Dalmine de Italia —donde Roberto Rocca asumió la presidencia en 1996— al Grupo Techint  más la sucesiva integración de NKK de Japón, Algoma de Canadá, Confab de Brasil y Tavsa de Venezuela, se sentaron las bases para la creación en 2002 de Tenaris, una sociedad cotizante que concentra toda la actividad del grupo en el área de los tubos en NYSE, la Bolsa de Buenos Aires, Milán y México. Techint participó en las privatizaciones llevadas a cabo por el presidente Carlos Menem mediante la compra en 1992 del fabricante estatal de acero líder de la Argentina, Somisa. 
En este mismo período, Roberto Rocca convirtió a Somisa en Siderar, empresa integrada capaz de producir laminados de acero a partir de mineral de hierro. Entre 1992 y 1996, Siderar elevó su participación en el consumo nacional de acero plano (utilizado en las principales aplicaciones para la industria automotriz) de aproximadamente un 56% a un 79%. Luego de traspasar la presidencia de Techint a su hijo mayor Agostino en 1993, fue elegido presidente de Siderca en 1996, así como de Dalmine, una siderúrgica con sede en Bérgamo. Rocca realizó un programa de inversión de cinco años para Siderar que incluyó la modernización de las operaciones y el derramamiento de unidades no rentables. La productividad se triplicó durante ese período y los costos por tonelada se redujeron en un 28%. Siderar comenzó a cotizar en la Bolsa de Comercio de Buenos Aires en 1996. Con la adquisición de Sidor en Venezuela a finales de 1997, el Grupo Techint se transformó en protagonista del mercado latinoamericano de aceros planos y largos. En 1999 Roberto Rocca recibió el Willy Korf Award, el máximo reconocimiento mundial para los empresarios siderúrgicos, y fue calificado por la revista Forbes como la segunda persona más rica de Argentina con una fortuna calculada en 2300 millones de dólares (solamente precedida por Gregorio Pérez Companc).

### Carrera posterior
A través de su actividad en el Instituto de Desarrollo Industrial (IDI) y en el Observatorio PYMI contribuyó al debate político-económico de la Argentina. Rocca defendió y valorizó el rol de la industria en la vida económica del país a partir de la experiencia del modelo italiano y europeo. La familia Rocca se vio abatida por la muerte de Agostino Rocca, presidente de Techint y el sucesor de su padre, en un accidente aéreo el 28 de abril de 2001. El hermano menor de Agostino, Paolo Rocca, fue nombrado para reemplazarlo en el cargo.
En su rol de filántropo y mecenas, Rocca fue vicepresidente del Mozarteum Argentino, presidente de honor del Círculo Italiano y miembro honorario del Instituto para el Desarrollo Industrial (IDI). Fue elegido el primer presidente de Tenaris pero murió en su Milán natal el 10 de junio de 2003, a la edad de 81 años, como consecuencia de una afección pancreática.
A medida que la recuperación económica de Argentina se acrecentó luego de la crisis de 2001, la empresa continuó prosperando y los envíos de tubos de acero de Siderca crecieron de 2,5 millones de toneladas en 2003 a 4,5 millones en 2008. Para 2003, la facturación anual de Techint -que tiene oficinas en 20 países y sedes centrales en Buenos Aires y Milán- alcanzaba los 7500 millones de dólares, de los cuales 3500 millones provenían de sus negocios en Argentina.

### Vida privada
Casado con Andreína Bassetti, tuvo tres hijos: Agostino —fallecido en abril de 2001 en un accidente aéreo en viaje a la Patagonia—, Gianfelice y Paolo.